# Luca Gasparini

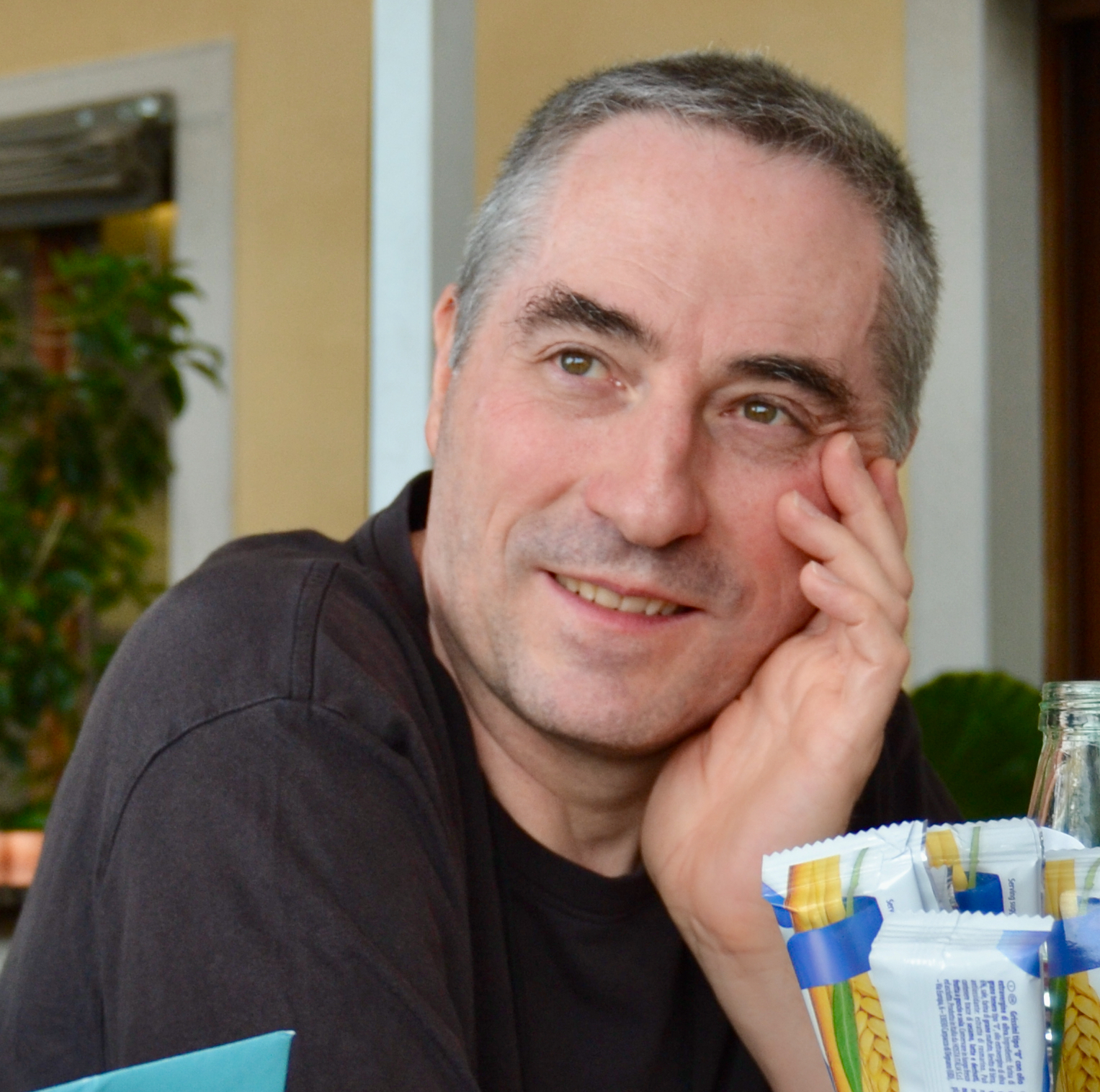
Luca Gasparini

Luca Gasparini (Bergamo, 11 dicembre 1958) è un montatore e regista italiano.

## Biografia
Laureato in Storia e critica del Cinema all'Università di Torino, comincia a lavorare a Torino in una televisione privata. Trasferitosi a Roma all'inizio degli anni Novanta, ha collaborato come montatore tra gli altri con Giacomo Battiato, Guido Chiesa, David Christensen, Davide Ferrario, Daniele Gaglianone, Costanza Quatriglio, Daniele Vicari, Andrea Zambelli.
Parallelamente alla carriera di montatore cinematografico, ha realizzato come autore film documentari, tra cui nel 1989 Tempi moderni. CCCP - Fedeli alla linea, unico film sul gruppo musicale emiliano girato prima del suo scioglimento, a cui seguono nel 2001 Passano i soldati, storia della progressiva comprensione da parte di un figlio della vicenda del padre, uno dei pochi sopravvissuti alla tragica campagna italiana di Russia nella seconda guerra mondiale, con testimonianze di Mario Rigoni Stern e Nuto Revelli, nel 2005 Al momento giusto. Scuola Popolare di Musica di Testaccio, ritratto della storica scuola di musica romana, fondata tra gli altri da Giovanna Marini, nel 2008 Uso improprio, riflessione sulla precarietà e sulla violenza considerate attraverso la frequentazione di uno spazio autogestito a Roma, e nel 2023 Madre Sonno, tre storie sul mistero quotidiano del sonno.
È docente coordinatore di Montaggio alla Scuola d'arte cinematografica Gian Maria Volonté, Roma.
Nel 2023 ha pubblicato la raccolta di poesie Prove per ritornare a casa (peQuod).

## Filmografia

### Regista

#### Documentari
- Orizzonti di gloria, co-regia con Luca Pastore (1985)
- Tempi moderni. CCCP - Fedeli alla linea (1989)
- Passano i soldati (2001)
- Al momento giusto. Scuola Popolare di Musica di Testaccio (2005)
- Uso improprio, co-regia con Alberto Masi (2008)
- Madre Sonno, co-regia con Andrea Zambelli (2023)

### Montatore

#### Documentari
- Materiale resistente,  regia di Guido Chiesa e Davide Ferrario (1995)
- Non mi basta mai, regia di Guido Chiesa (1999)
- Le pere di Adamo, regia di Guido Chiesa (2007)
- Lo specchio (The Mirror), regia di David Christensen (2009)
- L'Aquila bella mé, regia di Pietro Pelliccione e Mauro Rubeo (2009)
- Zero a zero, regia di Paolo Geremei (2012)
- Con il fiato sospeso, regia di Costanza Quatriglio (2013)
- Striplife, regia di Nicola Grignani, Alberto Mussolini, Luca Scaffidi, Valeria Testagrossa e Andrea Zambelli (2013)
- Irrawaddy mon amour, regia di Nicola Grignani, Valeria Testagrossa e Andrea Zambelli (2015)
- Digitalkarma, regia di Francesca Scalisi e Mark Olexa (2019)
- Nel cerchio degli uomini, regia di Paola Sangiovanni (2022)

#### Lungometraggi
- Tutti giù per terra, regia di Davide Ferrario (1997)
- Il partigiano Johnny, regia di Guido Chiesa (2000)
- I nostri anni, regia di Daniele Gaglianone (2000)
- Nemmeno il destino, regia di Daniele Gaglianone (2004)
- Lavorare con lentezza, regia di Guido Chiesa (2004)
- Io sono con te, regia di Guido Chiesa (2010)
- Belli di papà, regia di Guido Chiesa (2015)
- Classe Z, regia di Guido Chiesa (2017)
- Ti presento Sofia, regia di Guido Chiesa (2018)
- The Nest, regia di Roberto De Feo (2019)
- Trafficante di virus, regia di Costanza Quatriglio (2021)
- Per amore di una donna, regia di Guido Chiesa (2025)

#### Televisione
- Quo vadis, baby?, regia di Guido Chiesa - serie TV (2008)
- Max e Hélène, regia di Giacomo Battiato - film TV (2015)
- L'Alligatore, regia di Daniele Vicari ed Emanuele Scaringi - serie TV (2020)
- Aria, regia di Andrea Porporati, Costanza Quatriglio, Daniele Vicari - docuserie TV (2020), supervisione al montaggio

## Premi e riconoscimenti
- Ciak d'oro
  - 1997 - Miglior montaggio per Tutti giù per terra[1]
- Premio Roberto Perpignani
  - 2005 - Miglior montaggio per Lavorare con lentezza
  - 2020 - Miglior montaggio per The Nest (Il nido)